# Nomocharis pardanthina
Nomocharis pardanthina är en liljeväxtart som beskrevs av Adrien René Franchet. Nomocharis pardanthina ingår i släktet Nomocharis och familjen liljeväxter. Inga underarter finns listade.

## Bildgalleri

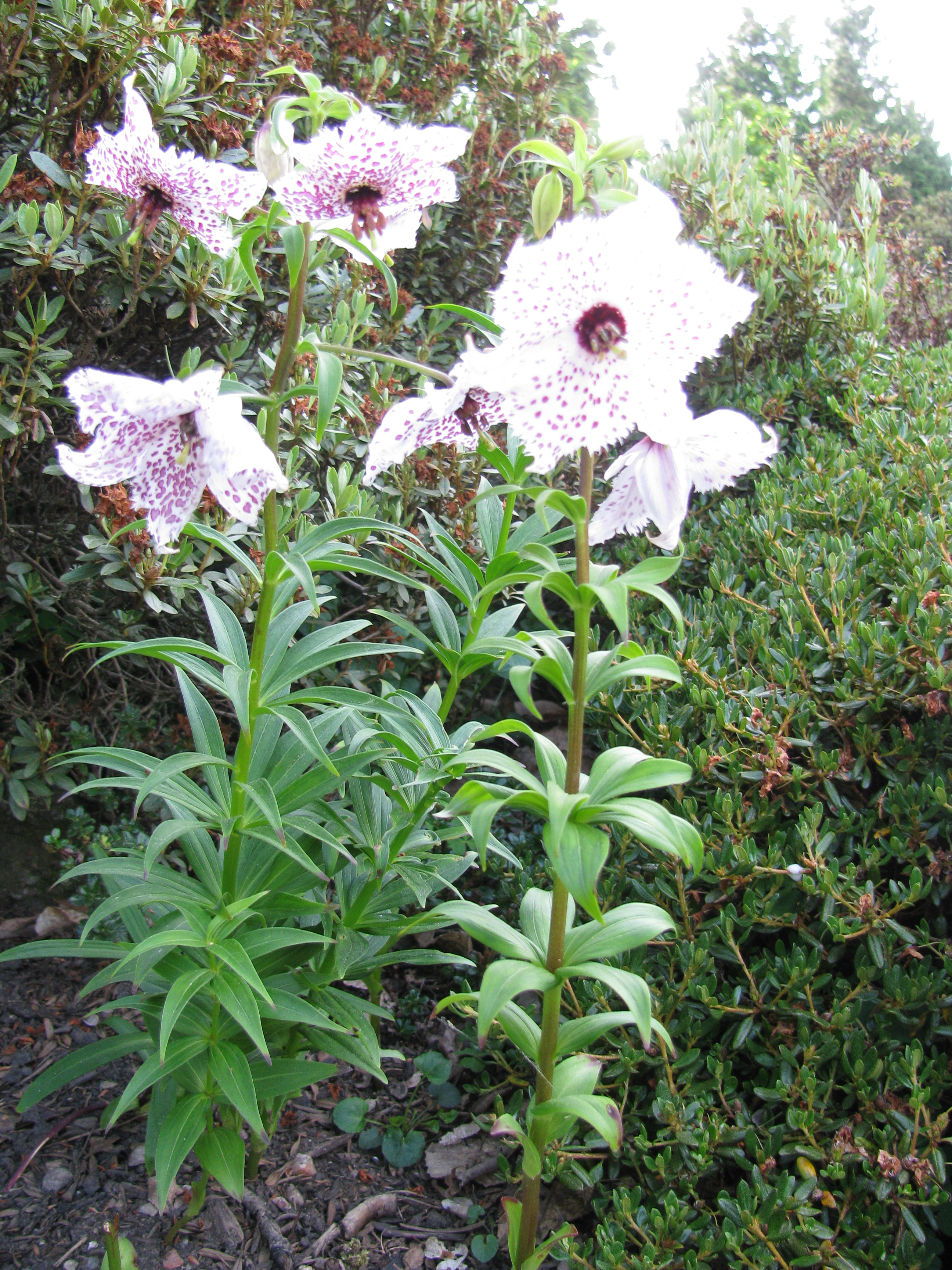